# Étrépagny
Étrépagny is een gemeente in het Franse departement Eure (regio Normandië). De plaats maakt deel uit van het arrondissement Les Andelys. Étrépagny telde op 1 januari 2022 3.677 inwoners.

## Geografie
De oppervlakte van Étrépagny bedroeg op 1 januari 2022 20,38 vierkante kilometer; de bevolkingsdichtheid was toen 180,4 inwoners per km².

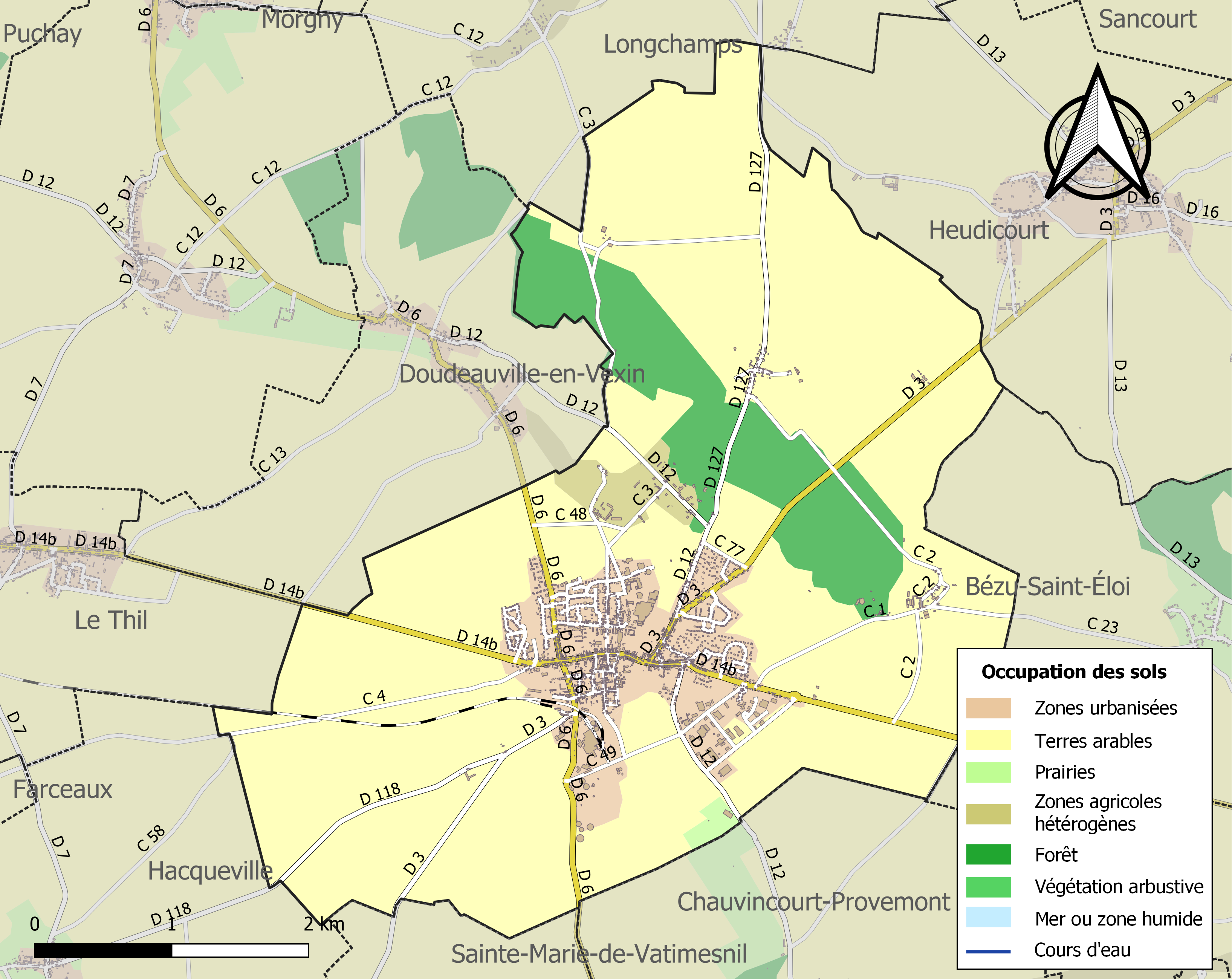
Kaart van de gemeente met belangrijkste infrastructuur, bodemgebruik en omliggende gemeenten

## Demografie
Onderstaande figuur toont het verloop van het inwonertal (bron: INSEE-tellingen).

## Geboren in Étrépagny
- Louis Anquetin (1861-1932), kunstschilder